# Elymnias gauroides
Elymnias gauroides är en fjärilsart som beskrevs av Hans Fruhstorfer 1904. Elymnias gauroides ingår i släktet Elymnias och familjen praktfjärilar. Inga underarter finns listade i Catalogue of Life.